# Джума махала (Нигритско)
 Тази статия е за бившето село в Нигритско.  За селото във Валовищко вижте Джума махала.  
Джума махала (на гръцки: Παρχάρι, катаревуса Παρχάριον, Пархарион, до 1926 година Τζουμά Μαχαλά, Дзума Махала) е бивше село в Република Гърция, в дем Висалтия, област Централна Македония.

## История

### В Османската империя
През XIX век и началото на XX век Джума махала е село, числящо се към Сярската каза на Османската империя. Според „Етнография на вилаетите Адрианопол, Монастир и Салоника“, издадена в Константинопол в 1878 година и отразяваща статистиката на населението от 1873 година, Джума махала (Djouma-mahlé) има 60 домакинства със 160 жители мюсюлмани.
В 1889 година Стефан Веркович („Топографическо-этнографическій очеркъ Македоніи“) пише за Джума махала:
| „ | Джумали махала: жителите са турци коняри; отстои на 3 часа от Нигрита. | “ |

Според Васил Кънчов („Македония. Етнография и статистика“) в началото на XX век Джумали има 300 жители турци.

### В Гърция
Селото е освободено по време на войната от части на българската армия, но след Междусъюзническата война в 1913 година остава в Гърция. През 20-те години в селото са заселени гърци бежанци. В 1928 година Джума махале е представено като бежанско село с 35 бежански семейства и 104 жители.